# Vale de Gar Zabim
Gar Zabim (Ghār Zabin) é um passo montanhoso e vale de Xiguenã que drena para o rio Panje, na margem esquerda a montante de Bar Panja. Contém três aldeias com o mesmo nome. Nesse vale está a estrada direta de Bar Panja ao Badaquexão. Depois de deixar o vale, essa rota cruza o difícil Cotal-Haivã Cuche e desce até o Culi-Xiva, contornando-o na costa noroeste. Esta rota, no entanto, só fica aberta no verão.